# Vanstads församling
Vanstads församling var en församling i Lunds stift och i Sjöbo kommun. Församlingen uppgick 2010 i Lövestads församling.

## Administrativ historik
Församlingen har medeltida ursprung. 
Församlingen var till 1962 moderförsamling i pastoratet Vanstad och Tolånga som från 1 maj 1933 även omfattade Röddinge och Ramsåsa församlingar. Från 1962 till 2010  var den annexförsamling i pastoratet Lövestad, Vanstad, Tolånga och Röddinge. Församlingen uppgick 2010 i Lövestads församling.

## Kyrkor
- Vanstads kyrka